# Roser Manuel-Rimbau Muñoz
Roser Manuel-Rimbau Muñoz   (Girona, 1968), coneguda simplement com a Roser Rimbau, és una escriptora catalana de llibres per a infants.
Periodista de formació, va iniciar-se en la literatura infantil gràcies a un curs d'escriptura de l'Ateneu Barcelonès, amb Marta Luna d'ensenyant.
Va ser la guanyadora del Premi Vaixell de Vapor 2022.

## Premis
- Premi Comte Kurt 2006, per En Naïm s'ha descolorit.
- Premi Modest Prats 2018 de conte infantil il·lustrat, per El món esborrat
- Selecció White Ravens 2018, selecció OEPLI 2018 i Premio Fundación Cuatrogatos 2019, per La carta.[1]
- Premi Vaixell de Vapor 2022, per Els lletrafòbics i el senyor No-Nom.[3][4]